# 363.ª Divisão de Infantaria (Alemanha)
A 363ª Divisão de Infantaria (em alemão:363. Infanterie-Division) foi uma unidade militar que serviu no Exército alemão durante a Segunda Guerra Mundial.

## Comandantes
| Comandante                      | Data                                         |
| ------------------------------- | -------------------------------------------- |
| Generalleutnant August Dettling | 21 de novembro de 1943 - ? de agosto de 1944 |

## Área de operações
| Polônia   | novembro de 1943 - maio de 1944 |
| Dinamarca | maio de 1944 - junho de 1944    |
| Bélgica   | junho de 1944 - julho de 1944   |
| França    | julho de 1944 - agosto de 1944  |